# Німецький гуманізм

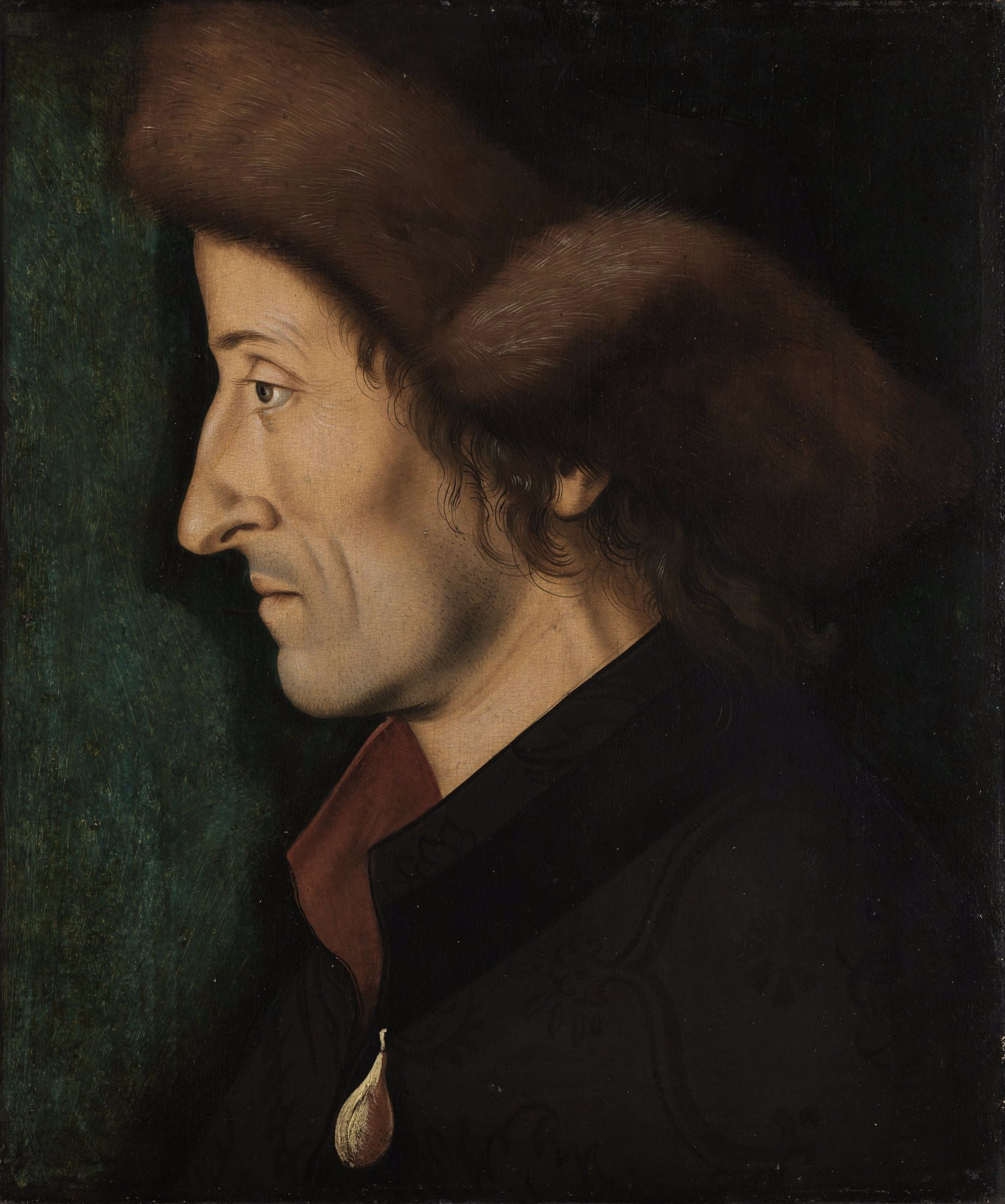
Ганс Бургкмайр. Портрет Себастіана Бранта, бл. 1508. Картинна галерея Карлсруе

Німецький гуманізм (нім. Deutscher Humanismus) - просвітницький рух епохи Ренесансу, що поширився в Німеччині у XV-XVI століттях. Спершу німецькі гуманісти живилися гуманістичними ідеями італійського відродження, згодом німецький гуманізм набув особливого національного забарвлення. Критика католицької церкви також була пов'язана з поширенням у Німеччині ідеалів гуманізму.
На початку XVI століття в Німеччині існували 16 університетів, у більшості з яких викладали вчені-гуманісти. Найвищого розквіту гуманізм досяг у Німеччині напередодні Реформації. Саме тоді сягнула свого піку гуманістична сатира, утверджувались нові суспільні ідеали, розгортались пошуки нових форм розвитку релігійного життя. У Німеччині з'явились «Листи темних людей» — дотепна, гостра й талановита сатира, яка викривала безкультурність і моральний занепад духівництва, його захоплення нескінченними схоластичними суперечками з будь-якої дрібниці.

## Діячі
- Рудольф Агрікола,
- Йоганнес Авентінус,
- Генріх Бебель,
- Себастіан Брант,
- Германн фон дер Буше,
- Конрад Цельтіс,
- Петрус Дівеус,
- Себастіан Франк,
- Ієронімус Гебвілер,
- Конрад Гересбах,
- Еобанус Гессус,
- Ульріх фон Гуттен,
- Альберт Крантц,
- Зігізмунд Майстерлін,
- Філіп Меланхтон,
- Себастіан Мюнстер,
- Германн Ноєнар старший,
- Йоганесс Науклерус,
- КонрадтПойтінгер,
- Віллібальд Піркгаймер,
- Йоганн Ройхлін,
- Беатус Ренанус,
- Йоганесс Рівіус,
- Мутіанус Руфус,
- Георг Сабінус,
- Гартманн Шедель,
- Якоб Шпігель,
- Якоб Вімфелінг.